# Пшеничко, Алексей Леонтьевич
Пшеничко Алексей Леонтьевич (16 февраля 1924 — 16 февраля 1945) — Герой Советского Союза (посмертно), командир взвода 47-й отдельной гвардейской разведывательной роты 48-й гвардейской Криворожской Краснознамённой стрелковой дивизии, 20-го стрелкового Брестского корпуса, 28-й армии, 3-го Белорусского фронта, гвардии старшина.

## Биография
Пшеничко Алексей Леонтьевич родился 16 февраля 1924 года в городе Зеньков ныне Полтавской области Украины (по другим данным в городе Таганрог Ростовской области) в семье рабочего Леонтия Демьяновича Пшеничко. Окончил семилетку. До войны работал токарем в железнодорожных мастерских станции Октябрьская Южной железной дороги в посёлке Высокий Харьковской области, куда его семья перебралась в 1936 году. 
В Красную Армию призван в марте 1941 года. На фронтах Великой Отечественной войны с ноября 1941 года. Прошёл путь от рядового разведчика до командира разведывательного взвода. Воевал на многих фронтах. Участвовал в Курской битве, освобождении Правобережной Украины, Белоруссии, Польши, сражался в Восточной Пруссии. Был ранен. В составе своего взвода более двухсот раз ходил в тыл врага с захватом более шестидесяти «языков». Удостоен многих боевых наград. 
16 февраля 1945 года в районе посёлка Бомбен в Восточной Пруссии (ныне Багратионовский район Калининградской области) в ходе Восточно-Прусской операции разведчики под командованием Алексея отразили четыре атаки гитлеровцев, уничтожили около сотни вражеских солдат, но удержали занимаемый рубеж. В критический момент боя гвардии старшина Пшеничко Алексей Леонтьевич увлёк бойцов в контратаку, чем предрешил исход боя, но сам погиб.
Похоронен в городе Каунас (Литва) на воинском кладбище.

## Награды
- Медаль «Золотая Звезда»;
- орден Ленина;
- орден Красного Знамени;
- орден Отечественной войны II степени;
- орден Славы 2-й степени;
- орден Славы 3-й степени;
- две медали «За отвагу».

## Память
Постановлением Совета Министров Украинской ССР Высочанской средней школе № 1 присвоено его имя Героя. Также названа одна из улиц посёлка Высокий.